# Pedro de Castelbranco Manuel
Pedro de Castelbranco Manoel ComC • ComNSC (19 de Abril de 1837 - 14 de Dezembro de 1911), 2.º Barão de São Pedro jure uxoris, foi um diplomata português.

## Família
De distintíssima família da Ilha da Madeira, era filho de Joaquim Pedro de Castelbranco e de sua mulher Joana de Melo Cogominho, irmão de Eduardo Ernesto de Castelbranco, sobrinho de José de Freitas Teixeira Spínola de Castelbranco e neto de Maurício José de Castelbranco Manuel.

## Biografia
Bacharel formado em Letras e em Ciências e Doutor em Medicina pela Universidade de Paris e Fidalgo Cavaleiro da Casa Real.
Iniciou a sua carreira pública como Chefe de Repartição no Ministério das Obras Públicas, como Visitador dos Correios do Reino, em 1865, lugar do qual subiu a Chefe da Secção Central da Direção-Geral dos Correios e Postas do Reino em 1866.
Em 1868, passou para o Ministério dos Negócios Estrangeiros, passando a servir em comissão em 1869, sendo nomeado para coadjuvar o 1.º Conde de Ávila (depois 1.º Marquês de Ávila e 1.º Duque de Ávila e Bolama) nas negociações com a Grã-Bretanha e Irlanda sobre a Ilha de Bolama, incidente internacional que estava sendo arbitrado pelo 18.º Presidente dos Estados Unidos Ulysses S. Grant.
Em 1870, regressou ao Ministério dos Negócios Estrangeiros, sendo empossado de Oficial Tradutor, lugar para que fora nomeado a 21 de Agosto de 1869. Em 1873 foi promovido a 2.º Oficial da Direção Política do mesmo Ministério e em 1874 foi servir na Repartição do Gabinete. A 15 de Agosto do mesmo ano foi mandado acompanhar o Conselheiro Eduardo Lessa ao Congresso de Berna sobre serviços postais. Teve depois comissões de serviço, consecutivamente, em Madrid e Roma. Em 1881 foi enviado a Berlim como Secretário do 1.º Conde de Rilvas (antes 1.º Barão de Rilvas e 1.º Visconde de Rilvas), encarregado de missão especial naquela Corte, e em 1882 foi nomeado 1.º Secretário para a Embaixada em Roma. Foi ali Administrador do Instituto de Santo António dos Portugueses até 15 de Novembro de 1883, em que foi nomeado Encarregado de Negócios em Berlim, ficando depois como 1.º Secretário na mesma capital. Voltou depois a reassumir o seu lugar na Repartição, no gabinete do Ministro, e pouco tempo depois foi nomeado Encarregado de Negócios Interino em Haia em 1885. Teve ainda uma missão extraordinária a Roma, em 1887, e, finalmente, em 1890, depois de ter percorrido vários postos, foi nomeado Ministro Plenipotenciário junto do Governo de Constantinopla, como portador da Banda das Três Ordens com que D. Carlos I de Portugal resolvera agraciar o Sultão Abdulamide II. Regressou depois a Lisboa em seguida à entrega das credenciais, continuando em serviço no Ministério, e sendo logo nomeado Chefe do Gabinete do Ministro, e, depois do advento da República, aposentou-se a seu pedido e retirou-se à vida particular, até à sua morte.
Foi Associado Provincial da Academia Real das Ciências de Lisboa e Camareiro Secreto de S.S. o Papa Leão XIII.
Foi 2.º Barão de São Pedro, em sua vida, por Decreto do Rei D. Luís I de Portugal de 12 de Agosto de 1878, Comendador da Ordem de Cristo, Comendador da Ordem de Nossa Senhora da Conceição de Vila Viçosa, Comendador e Grã-Cruz da Ordem de Carlos III de Espanha, Grã-Cruz da Ordem de Isabel, a Católica de Espanha, Cavaleiro Grã-Cruz de 1.ª/2.ª Classe da Ordem de São Gregório Magno da Santa Sé, Grã-Cruz da Ordem de Santo Estanislau da Rússia, Grã-Cruz da Ordem de Santa Ana da Rússia, Grã-Cruz da Ordem da Estrela Polar da Suécia, Grã-Cruz da Ordem Imperial do Medjidié da Turquia, Comendador da Legião de Honra de França, Comendador da Ordem da Coroa da Prússia, Grande-Oficial da Ordem de Santa Rosa das Honduras.

## Casamento e descendência
Casou em 1862 com Josefina de Ornelas e Vasconcelos (22 de Junho de 1836 - 21 de Janeiro de 1914), que herdou a opulenta casa de seu pai, filha de Daniel de Ornelas e Vasconcelos, 1.º Barão de São Pedro, e de sua mulher Carlota de Ornelas Frazão do Carvalhal, sobrinha materna do 1.º Conde do Carvalhal. Tiveram uma única filha, Josefina de Ornelas e Vasconcelos de Castelbranco Manoel (Funchal, Sé, 10 de Novembro de 1864 - Lisboa, 24 de Maio de 1919), casada a 10 de Novembro de 1881 com José Ribeiro da Cunha.